# XXX2: The Next Level
Pour les articles homonymes, voir XXX.
Série xXx
xXx
(2002) xXx: Reactivated
(2017)
Pour plus de détails, voir Fiche technique et Distribution.
XXX2 : The Next Level (xXx² : The Next Level selon la graphie de l'affiche) ou XXX : L'État de l'union au Québec (XXX: State of the Union) est un film américain de Lee Tamahori sorti en 2005.
Il s'agit du deuxième film de la franchise xXx après xXx de Rob Cohen sorti en 2002.
Le film débute alors que Xander Cage aurait apparemment été tué à Bora-Bora. Un bâtiment souterrain et secret de la NSA en Virginie est frappé par un attentat. Augustus Gibbons (Samuel L. Jackson) recrute un nouvel agent, Darius Stone (Ice Cube), détenu dans une prison militaire de haute sécurité et avec lequel il a jadis travaillé. Darius peut également compter sur l'aide de  l'agent Toby Lee Shavers. Mais un complot se trame en interne : un second attentat menace le Président des États-Unis James Standford (Peter Strauss) lors du discours sur l'état de l'Union au Capitole.
Vin Diesel et Rob Cohen, l'acteur principal et réalisateur de l'original, avaient signé sur une suite avant la sortie du premier film, mais tous deux ont abandonné à cause de problèmes de script, tandis que Cohen travaillait sur Stealth. Cohen est resté en tant que producteur exécutif. Ice Cube a repris le rôle principal en tant que nouvel agent Triple X et Tamahori a été nommé réalisateur, à la suite de l'énorme succès commercial du film de James Bond Meurs un autre jour, qu'il a réalisé. Deux scénarios différents ont été préparés pour le film, et celui écrit par Simon Kinberg a été sélectionné ; l'autre scénario présentait une intrigue radicalement différente.
Sorti le 29 avril 2005, State of the Union est un échec au box-office et est critiqué par la presse, principalement pour les interprétations, une histoire illogique et la surutilisation des effets visuels numériques pour la plupart des séquences d'action. State of the Union est le dernier film de la série de films xXx distribué par Columbia Pictures ; Paramount Pictures étant devenu le distributeur de ses futurs films, à commencer par xXx: Reactivated en 2017.

## Synopsis
En Virginie, des assaillants inconnus pénètrent dans un bunker de la NSA sous le ranch de chevaux dirigé par l'agent Augustus Gibbon qui repousse les assaillants avant de s'échapper de justesse avec Toby Shavers. Pour trouver de l'aide et un XXX avec plus d'attitude, Gibbons rencontre le lieutenant Darius Stone, un ancien Navy SEAL, qui purge actuellement 9 ans de sa peine de 20 ans à Leavenworth pour avoir désobéi aux ordres et brisé la mâchoire du général George Deckert, qui est aujourd'hui secrétaire à la Défense. L'enquête sur l'attaque du bunker est menée par l'agent de la NSA Kyle Steele, qui est informé par la même occasion que l'agent Xander Cage, le premier XXX, a apparemment été tué à Bora Bora.
Gibbons aide à faire sortir Stone de prison, qui s'impose alors comme leur chef en raison de son manque de confiance en Gibbons. Les conduisant à Washington, Stone rencontre Zeke, son ancien partenaire dans le crime, et Lola Jackson, son ex-petite amie, qui dirige maintenant un commerce de voitures exotiques et surpuissantes. Bien qu'elle ait évolué, Lola accepte de laisser Stone, Gibbons et Shavers se cacher dans sa boutique en échange des rasoirs GTO de 67 modifiés et d'une promesse que Stone n'interférerait pas dans sa vie. Stone s'infiltre alors dans le bunker de la NSA, où Gibbons lui a demandé de récupérer un disque dur, tandis que Gibbons retourne chez lui pour récupérer des preuves. Cependant, il est attaqué dans sa maison par Deckert et le sergent Alabama "Bama" Cobb, qui détruisent la maison et tuent apparemment Gibbons tout en dissimulant les preuves. Stone rencontre le contact de Gibbons, Charlie Mayweather, pour obtenir des informations. Charlie dirige Stone vers une fête où il reconnaît que les gardes du corps de Deckert sont membres de son ancienne équipe SEAL, avant d'entendre ce dernier se disputer avec le général Jack Pettibone, Vice-chef d'État-Major des armées. Stone se rend au refuge de Charlie mais est accusé du meurtre du général Pettibone, réalisant qu'elle est impliquée.
La police arrive et Steele vient pour parler avec Stone avant de s'échapper. Alors que Shavers pirate le Pentagone pour récupérer les plans de Deckert, Steele fait des recherches sur Stone et découvre pourquoi il était en prison : Deckert a ordonné à son équipe SEAL d'allumer un feu pour éliminer les civils, mais Stone et la moitié de l'unité ont refusé et se sont mutinés, ce qui a entraîné le coup de poing de Stone et valu à Deckert d'être alors traduit en cour martiale. Stone infiltre les troupes de Deckert à bord d'un porte-avions et découvre Gibbons vivant, retenu prisonnier avec le reste de leur équipe SEAL. Stone se rend compte que les hommes qui se sont rangés du côté de lui contre Deckert il y a 9 ans sont des prisonniers, tandis que ceux qui sont restés fidèles sont la sécurité de Deckert, et comprend que Deckert veut faire d'eux les boucs émissaires de ses projets. Mais Charlie déclenche l'alarme et force Stone à fuir.
Après avoir récupéré les plans, Stone apprend que Deckert n'est pas seulement corrompu, mais qu'il prépare un coup d'État contre le président James Sanford. Stone prend contact avec Steele et lui montre les plans. Lorsque Steele note que ses plans ne sont pas une preuve claire, Stone part frustré, à l'incrédulité initiale de Steele. Au cours d'une conversation avec Deckert, Steele se rend compte que Stone avait raison. Il trouve Stone et lui dit que Deckert veut tuer Sanford et ses successeurs afin qu'il puisse prendre sa place en tant que président, en opposition aux plans actuels de Sanford de réduire le budget des diverses branches militaires pour se concentrer sur l'aide étrangère.
Incapables de faire confiance aux forces de l'ordre légitimes, Stone, Steele et Shavers demandent l'aide de Zeke et de son équipage. Ensemble, ils volent un camion civil transportant secrètement des armes et du matériel pour le département de la Sécurité intérieure sous le couvert d'un camion de fromage. Ils finissent par détourner un char d'assaut et Stone aide Steele à s'infiltrer dans le bâtiment du Capitole. Une fusillade commence et Gibbons tue Mayweather. Deckert et Cobb enlèvent Sanford alors qu'il prononce le discours sur l'état de l'Union, et avec Gibbons maintenant libre, ils s'échappent dans un train à grande vitesse. Lola arrive avec une Ford Shelby Cobra Concept, et Stone l'utilise pour chasser et infiltrer le train. Il tue Cobb avant d'affronter Deckert, tandis que Gibbons pilote un hélicoptère par lequel Steele extrait Sanford. Stone saute après que Gibbons ait fait dérailler et détruit le train, tuant Deckert.
L'histoire est dissimulée et Deckert est enterré et déclaré héros de la nation. Sanford décerne à Steele et au soldat inconnu (Stone) la médaille d'honneur. Stone est officiellement libéré de prison et, tenant sa promesse de ne pas interférer avec la vie de Lola, lui fait ses adieux et retourne à son ancien mode de vie. Dans le siège de la NSA maintenant reconstruit, Gibbons, Steele et Shavers discutent du genre de personne que devrait être le prochain agent Triple X.

## Fiche technique
Sauf indication contraire, les informations mentionnées dans cette section peuvent être confirmées par la base de données cinématographiques IMDb,  présente dans la section « Liens externes ».
- Titre original : xXx: State of the Union (selon la graphie de l'affiche)
- Titre français : xXx² : The Next Level (selon la graphie de l'affiche)
- Titre québécois : xXx : L'État de l'union (selon la graphie de l'affiche)
- Autre titre anglophone : xXx: State of Emergency
- Réalisation : Lee Tamahori
- Scénario : Simon Kinberg, d'après les personnages créés par Rich Wilkes
- Musique : Marco Beltrami
- Direction artistique : Stella Vaccaro
- Décors : Gavin Bocquet
- Costumes : Sanja Milkovic Hays
- Photographie : David Tattersall
- Son : Christopher Boyes, Gary Summers
- Montage : Mark Goldblatt, Steven Rosenblum et Todd E. Miller
- Production : Neal H. Moritz, Arne Schmidt et Richard Clark Jr.

Production déléguée : Rob Cohen, Derek Dauchy et Todd Garner
- Sociétés de production[1] : Columbia Pictures, Revolution Studios et Original Film
  - États-Unis : Columbia Pictures, Sony Pictures Releasing
  - France[2]. : Gaumont Columbia Tristar Films
  - Suisse : Buena Vista International
- Budget : 118 millions de $[3]
- Pays d'origine : États-Unis
- Langue originale : anglais
- Format[4] : couleur (DeLuxe) - 35 mm - 2,39:1 (Cinémascope) (Panavision) - son DTS | Dolby Digital | SDDS
- Genre : action, aventure, espionnage, policier
- Durée : 101 minutes
- Dates de sortie[5] :
  - France, Belgique, Suisse romande : 27 avril 2005
  - États-Unis : 29 avril 2005
- Classification[6] :
  -  États-Unis : Accord parental recommandé, film déconseillé aux moins de 13 ans (certificat #40753) (PG-13 - Parents Strongly Cautioned)[Note 1].
  -  France : Tous publics (visa d'exploitation no 112421 délivré le 21 avril 2005)[7].

## Distribution
Note : contrairement aux 2 autres films de la saga, XXX2: The Next Level est le seul à avoir été uniquement doublé en France.[réf. nécessaire]
- Willem Dafoe (VF : Éric Herson-Macarel) : le général George Deckert, secrétaire à la défense
- Samuel L. Jackson (VF : Thierry Desroses) : l'agent Augustus Eugene Gibbons
- Ice Cube (VF : Lucien Jean-Baptiste) : le lieutenant Darius Stone / xXx
- Scott Speedman (VF : Jean-Pierre Michaël) : l'agent Kyle Steele
- Xzibit : Zeke
- Peter Strauss (VF : François Dunoyer) : le président James Standford
- Michael Roof (en) (VF : Thierry Wermuth) : l'agent Toby Lee Shavers
- Sunny Mabrey (VF : Laura Préjean) : Charlie Mayweather
- Nona Gaye (VF : Géraldine Asselin) : Lola Jackson
- John Gleeson Connolly (VF : David Krüger) : le sergent Alabama Cobb
- Ramon De Ocampo (VF : Damien Boisseau) : l'agent Meadows
- Ned Schmidtke (en) (VF : Michel Leroyer) : le général Jack Pettibone
- Barry Sigismondi : Bull
- J. Anthony Brown (en) : Webster
- Bruce Bruce (en) : Maurice
- Matt Gerald : Liebo
- Todd Louiso (en) (VF : Jérôme Keen) : Dickie Ambrose (non crédité)
- Andrew Fiscella : un garde
- Bond : le quatuor à cordes à la Maison-Blanche (non crédité)

 Source et légende : version française (VF) sur RS Doublage

## Production
Avant même la sortie de xXx en 2002, l'acteur Vin Diesel et le réalisateur Rob Cohen signent pour une suite.  Cependant, l'acteur refuse après avoir lu le script. Rob Cohen cède sa place mais demeure producteur exécutif sur le projet. Deux scripts sont développés. L'un est écrit par Rich Wilkes (auteur du premier film), avec une intrigue de pirates en Asie du Sud-Est. Un autre, écrit par Simon Kinberg, se déroule à Washington, D.C.. C'est celui-ci qui est choisi. La réalisation est confiée à Lee Tamahori.
Le tournage a lieu de juin à octobre 2004. Il se déroule à Baltimore dans le Maryland, en Californie (base aéronavale d'Alameda, Los Angeles, Playa Vista) et à Washington, D.C.. À l'exception des scènes tournées au Lincoln Memorial et au Ronald Reagan Building, la plupart des scènes se déroulant à Washington, D.C. sont réalisées en studio.

## Bande originale
Bandes originales de xXx
xXx
(2002) xXx: Reactivated
(2017)
La musique du film est composée par Marco Beltrami. Comme pour le premier film, l'album commercialisé contient cependant que des chansons d'artistes rap et rock alternatif inspirées par le film. Ice Cube, qui tient également le premier rôle du film, interprète également une chanson. On peut également une reprise de Fight the Power par KoЯn et Xzibit (qui joue également dans le film).
| Liste des titres | Liste des titres          | Liste des titres                                                                                              | Liste des titres                     | Liste des titres | Liste des titres | Liste des titres | Liste des titres | Liste des titres | Liste des titres |
| No               | Titre                     | Auteur | Interprètes                          | Durée            |                  |                  |                  |                  |                  |
| ---------------- | ------------------------- | --- | ------------------------------------ | ---------------- | ---------------- | ---------------- | ---------------- | ---------------- | ---------------- |
| 1.               | Get XXX'd                 | - J. Jones - M. Barrett - E. Williams - J. Kent - M. Williams                                                 | J-Kwon, Petey Pablo & Ebony Eyez     | 3:54             |                  |                  |                  |                  |                  |
| 2.               | Anybody Seen the PoPo's?! | - O. Jackson Sr. - T. Underdue - D. Lopez                                                                     | Ice Cube                             | 3:58             |                  |                  |                  |                  |                  |
| 3.               | Fight the Power           | - C. Ridenhour - E. Sadler - K. Boxley                                                                        | KoЯn & Xzibit                        | 3:30             |                  |                  |                  |                  |                  |
| 4.               | Messiah                   | - B. McIntosh - Y. Taalat - B. West - C. Hunter - G. Eaton - J. McCollum - J. Levine - J. Dalziel - J. Levine | Dead Celebrity Status                | 4:00             |                  |                  |                  |                  |                  |
| 5.               | Oh No                     | - A. Patton - M. Render - W. Mathis - P. Brown - R. Murray - R. Wade - J. Williams - G. Morton                | Big Boi, Killer Mike & Bubba Sparxxx | 3:40             |                  |                  |                  |                  |                  |
| 6.               | The Payback               | - J. Truby - P.O.D.                                                                                           | P.O.D.                               | 2:50             |                  |                  |                  |                  |                  |
| 7.               | Dirty Little Thing        | - S. Weiland - S. Hudson - D. McKagan - M. Sorum - K. Nelson                                                  | Velvet Revolver                      | 3:57             |                  |                  |                  |                  |                  |
| 8.               | Wyle Out                  | - W. Hardnett - V. Brooks                                                                                     | Bone Crusher                         | 3:38             |                  |                  |                  |                  |                  |
| 9.               | Here We Go                | - J. James - T. Mosley                                                                                        | Dirtbag                              | 3:41             |                  |                  |                  |                  |                  |
| 10.              | Dis Dat Block             | - J. Grigsby - S. Joseph - J. Kent - M. Williams                                                              | YoungBloodZ                          | 3:36             |                  |                  |                  |                  |                  |
| 11.              | Lookin' for U             | - H. Bailey - C. Bowers - K. Simms - W. Griffin III                                                           | Chingy & G.I.B.                      | 4:19             |                  |                  |                  |                  |                  |
| 12.              | The March                 | - D. Carlisle - M. Martinez - R. Lynch - S. Sumner                                                            | Hush                                 | 3:28             |                  |                  |                  |                  |                  |
| 13.              | MKLVFKWR                  | - C. Ridenhour - R. Hall - W. Drayton                                                                         | Moby & Public Enemy                  | 3:22             |                  |                  |                  |                  |                  |
| 14.              | Just Like Wylin'          | - W. Hardnett - V. Brooks - G. Brown - Three Days Grace                                                       | Bone Crusher & Three Days Grace      | 3:07             |                  |                  |                  |                  |                  |
| 15.              | Did It Again              | - R. Edwards - D. Ford - N. Bey - B. Stanley                                                                  | Labba                                | 2:52             |                  |                  |                  |                  |                  |
| 16.              | The Good Song             | A. Williams II                                                                                                | Tonéx                                | 4:56             |                  |                  |                  |                  |                  |
| 61:20            |                           | |                                      |                  |                  |                  |                  |                  |                  |

Notes :
- Oh No contient un sample de Remember (Walking in the Sand) de The Shangri-Las.
- The Payback n'apparait pas dans le film

Autres chansons présentes dans le film :
Certaines chansons présentes dans le film mais absentes de l'album :
- As the World Turns des Outlawz
- I Play You Lose de The Grusomes and Tezz
- Victory de Bond
- Two Sisters of Mystery de Planet People Movement
- State of the Union de Peter Bunetta

## Accueil

### Critique
Le film reçoit des critiques globalement négatives. Sur l'agrégateur américain Rotten Tomatoes, il récolte 17% d'opinions favorables pour 137 critiques et une note moyenne de 3,84⁄10. Sur Metacritic, il obtient une note moyenne de 37⁄100 pour 31 critiques.
En France, le site Allociné propose une note moyenne de 2,9⁄5 à partir de l'interprétation de critiques provenant de 8 titres de presse.

### Box-office
Contrairement au premier opus, xXx² : The Next Level est un échec au box-office. Le film est un des plus gros échecs au box-office, il ne récolte qu'un peu plus de 70 millions de dollars dans le monde, pour un budget estimé à plus de 118 millions.
| Pays ou région    | Box-office      | Date d'arrêt du box-office | Nombre de semaines |
| ----------------- | --------------- | -------------------------- | ------------------ |
| États-Unis Canada | 26 873 932 $    | 9 juin 2005                | 6                  |
| France            | 466 149 entrées | -                          | -                  |
| Total mondial     | 71 022 693 $    | -                          | -                  |

## Distinctions

### Nominations
- Prix du jeune public 2005[18] : Meilleur artiste rap dans un film pour Ice Cube.

## Suite
Vin Diesel reprend son rôle de Xander Cage dans xXx: Reactivated (2017) de D. J. Caruso. Ice Cube y apparaît également.